# 戦場のヴァルキュリア2
『戦場のヴァルキュリア2 ガリア王立士官学校』（せんじょうのヴァルキュリアツー ガリアおうりつしかんがっこう）は、2010年1月21日に発売されたPlayStation Portable専用ソフト。北米版タイトルは"Valkyria Chronicles II"。
シミュレーションとアクションゲームを融合させたPlayStation 3用ゲームソフト『戦場のヴァルキュリア』の正式な続編として製作された作品。コンセプトは学校+戦争。物語は前作とつながりを持たせつつ主要人物を一新しており、ガリア公国でおきた内乱を背景に実戦に投入されることになった士官候補生たちのストーリーとなっている。
E32010に出展した際にはGameSpotから「Best PSP Game」・「Best RPG」を受賞した。

## ゲーム内容
前作と同じくSRPGである。今作はプレイヤーキャラクターが学生であるためミッション選択はすべて校内で行われる。ゲームは月によって区切られており、その月によって発生するミッションも異なるものとなる。ミッションは大別してストーリーミッション、学校の課題となるキーミッション、過去の月のキーミッションなどが繰り返せるフリーミッション、購買部で取り寄せた購入ミッション、クラスメイトから受けるクラスメイトミッション、ダウンロードコンテンツなどで配信されたエクストラミッションの6つがある。ゲームはストーリーミッションを進めることで月が変わり、時間が流れ、ストーリーミッション自体を受けるにはその月ごとにキーミッションを規定数クリアしなければいけない仕組みとなっている。ゲーム中では時間の経過に従って季節も移り変わり、季節ごとに学校行事が発生したり、制服が変更されるといった「学校」を意識した要素もある。
戦闘はターン制で前作同様にBLiTZ(Battle of Live Tactical Zones)を採用している。マップは場所によって複数エリアに分かれており、2つのエリアを連結する拠点を占拠すれば、別のエリアから出撃できる。また前作同様、使用ユニットは様々なポテンシャルを有しており、アクションモード中に特定の条件を満たすことで発動させる。今作ではさらにモラルという要素が加わり、モラルの高低によって発動するポテンシャルの良し悪しにも影響が出る。これは部隊の士気であり、0になるとミッションは失敗となる。敵を倒す、敵拠点占拠、味方の救出で上がり、敵に倒される、敵の自軍拠点占拠で下がる。
また、今作では戦死という概念がなく、味方が倒れたまま規定ターン数が経過したり敵兵は接触したりしても戦場から撤退するのみという形となった。その後、メインキャラクター以外は撤退後入院となり3ミッション出撃不可となる。車両ユニットが破壊された場合は研究開発棟で車両修復を行うまで出撃不可となる。
このほか携帯ゲームならではの楽しみ方として、通信機能を利用した対戦や協力プレイが可能になった。

### ユニット
育成面では兵科や戦車のカスタマイズの幅が広くなっている。今作の歩兵は5カテゴリー35種類の兵科が登場し、同じカテゴリーにある兵種へのクラスチェンジが可能である。上級職になるためには経験値を使って行う兵科のレベルアップだけでなく、ミッションで活躍させて得た単位が必要となる。
偵察兵科
移動力を長所とした兵科。偵察兵、上級偵察兵、偵察猟兵、重偵察兵、狙撃兵、狙撃猟兵、対戦車狙撃兵の7種。
突撃兵科
攻撃力も防御力もある兵科。突撃兵、上級突撃兵、突撃猟兵、強襲兵、機関銃兵、機関銃猟兵、重機関銃兵の7種。
技甲兵科
防御力が高く地雷の除去ができる兵科。技甲兵、上級技甲兵、技甲猟兵、特殊技甲兵、剣甲兵、剣甲猟兵、爆剣兵の7種。
対戦車兵科
戦車ユニットに強く、地雷にも耐性のある兵科。対戦車兵、上級対戦車兵、対戦車猟兵、機動対戦車兵、迫撃兵、重迫撃兵、機動迫撃兵の7種。
支援兵科
回復と修理、補給に特化した兵科。支援兵、上級支援兵、支援猟兵、衛生兵、楽奏兵、楽奏猟兵、軍楽兵の7種。
車両ユニット
今作では戦車のほかに装甲車が登場し、カスタマイズが前作よりも広範に行えるようになった。また、特定のパーツを装備することで仮設の橋の設置や岩の破壊ができるようになり、火力のみならず戦術的にも重要な意味合いを持つ。戦車は高い攻撃力と防御力を誇るが、その分機動性がなく移動コストがかかる。装甲車は火力で戦車に劣る代わり、機動性があり、車内に数人の歩兵を搭乗させられる。

## 物語

### 設定
世界設定は前作および『戦場のヴァルキュリア3』の2年後となっており、本作の舞台となるのはガリア南部にある陸軍士官学校。ヴァルキュリア人の末裔であると伝えられてきた王家一族が実際は被差別民族であるダルクス人の家系にある事実が明かされたことをきっかけに、ダルクス人大公は認められない勢力が武装蜂起してガリア国内は内戦状態となっている。
反乱を起こしたのは有力貴族であるガッセナール伯爵家を中心としたガリア革命軍で、ガリア公国政府からは反乱軍と呼称されている。この反乱軍は民族浄化を目的にダルクス人狩りを行い、ダルクス人に対して不満を抱いている者達を吸収して規模を拡大している。内乱に乗じてガリアを勢力下に加えようと画策する連邦から密かに援助を受けており、連邦の新型兵器である飛行船をも所有している。また、前作にて帝国で開発されたヴァルキュリアの力を再現した身体強化装置の技術もガッセナール家に流れており、反乱軍では人造ヴァルキュリアの部隊も登場する。
この反乱軍に対して先の戦争で疲弊していた正規軍は鎮圧に失敗し、ガリア南部は反乱軍の勢力下となっている。内乱鎮圧には前作のような義勇軍の編成は行えないため、士官学校の生徒を急遽兵士として投入することを軍が決定したというのが物語が始まるまでの出来事である。本作のプレイヤーキャラクターとなるのはランシール王立士官学校の生徒たちで、士官としての訓練を受ける傍ら反乱軍の鎮圧へと借り出されることとなる。また、前作のキャラクターもゲストとして登場する。
また、ランシールでは密かに人造ヴァルキュリアの研究が行われている。学長のクライファートは人造ヴァルキュリアの研究を行っていたガリア軍部の機関に所属した過去があり、委員会の解散後も独自にランシールで人造ヴァルキュリアの研究を続けさせたためである。学内では入学時の成績に応じてA - Gのクラス分けがなされるとされているが、実際は「特殊任務」に必要なラグナイトに対する適性値を測定し、その高さに応じてA - F組が振り分けられている。G組は測定不能だった者達が「不確定要素」として集められるクラスであり、G組は落ちこぼれ集団とされている一方で、学業や実技で学内トップクラスの者も存在する。
ランシールでは学園祭などの学内行事も行われており、クラス別対抗模擬戦のレーヴァテイン杯は毎年2月に一回戦、5月に準決勝、7月に決勝が行われる。

### 構成
物語は主人公のアバン・ハーデンスがランシール王立士官学校教員ユベール・ブリクサムからランシールに籍を置く兄レオンの死を伝えられるところから始まり、兄が死んだ理由を知るためランシールに入学したアバン、ダルクス人のゼリ、医者を目指す少女であるコゼット・コールハースの三人を中心として物語は進行する。この三人が所属するG組は、落ちこぼれ集団とされており、クラス内は皆バラバラで連帯意識や士気が低いため戦闘での戦績もふるわず、担任のブリクサムからも辛辣な言葉しか返さないところである。しかし、三人の入学後はアバンが委員長になったことでバラバラだったクラスにまとまりが生まれ士気も高くなり、レーヴァテイン杯で優勝できるまでなる。一方、エリート集団のA組は落ちこぼれ集団のG組を見下しており、A組の委員長、ユリアナ・エーベルハルトとG組の対立が物語の序盤では描かれる。また、今作で登場するヴァルキュリア人の少女としてエイリアスがおり、彼女も物語の進行に伴ってG組に加入する。G組にはこのほか約20人が所属しており、ゲームの進行に伴ってその人数も増える。
こうして学園生活を送る一方で、ランシールの生徒は反乱軍の鎮圧にも駆り出されており、アバンはG組小隊の部隊長としてもガリア内戦に兵士として関わっていく。物語の8月ではクライファート学長が密かに進めていた研究の資料を目的に反乱軍に直接ランシールを襲撃され、ランシールは軍事組織の機能を失う。その後、反乱軍はガリアの首都ランドグリーズを陥落するまでに至るが、最後にはG組の活躍によって総統となったバルドレン・ガッセナールが打ち倒される。

## 開発
前作から引き続き音楽は崎元仁、キャラクターデザインは本庄雷太が務めている。チーフプロデューサーには前作でチーフディレクターを務めた田中俊太郎が入り、プロデューサーは本山真二、ディレクターは前作でメインプランナーを務めた小澤武となっている。
前作発売から2年が経過し、アニメ版の終了後時間を置くことなくより多くのユーザーに楽しんでもらえるように、新作開発に時間のかかるPS3を見送りPSPへの変更となった。PSPへプラットフォームを変えた都合上、ハードスペック上の制約から広いマップは複数のエリアに分割してプレイすることとなったが、ディレクターの小澤はこの仕様によって拠点を制圧して隣のエリアへ行くというゲームの流れができたため、敵の本拠点だけを取ればクリアできるという前作の反省点を解消できたと語っている。またゲームバランスの調整はエリア分割ありきで行われており、強制退去が容易にできる今作では拠点の重要性がまし、使い辛い兵種でもピンポイントで使うこと活用することができるとプロデューサーの本山は語っている。
今作ではユニットのカスタマイズの幅が広がっているが、これは開発スタッフがプレイヤー個々に特徴を出して部隊編成できるようにこだわったためである。戦車のカスタマイズに関しては使い勝手が限られた前作の反省から色々な用途を用意し、変えられる部位を増やすことでプレイヤーのオリジナリティを出せるようにされている。
シナリオ面では前作にてサブキャラクターの評判が良かったことから、戦闘時のみの登場だったサブキャラクターの存在を見直し、イベントシーンでもサブキャラクターが登場するようになっている。これに伴ってシステム面でも前作であったユニットの戦死がなくなり、入院する形へゲームシステムが変更になった。また、キャラクターのスキルにあたるパーソナルポテンシャルもイベントをこなすことで上書きできるようになっているが、チーフプロデューサーの田中によるとこれも前作のユーザーからの要望を受けてのものである。
主題歌はCHEMISTRYが歌う『Our Story』（作詞 - 只野菜摘、作曲 - 江上浩太郎）。

## 販売
日本国内の発売年の売上はファミ通調べとメディアクリエイト調べの両方で約15万に達しており、12月9日には廉価版（SEGA THE BEST）も発売された。
発売前からインターネットを利用して体験版の配布など、さまざまなサービスが行われ、同社から発売されているファンタシースターポータブル2とのデータ連動キャンペーンも行われた。また、本作のモバイル特設サイトでは月額会員向けに全8話のFlash小説も配信された。

### ダウンロードミッション
発売後もPlayStation Storeにて新たなミッションが追加されるダウンロードコンテンツが配信されている。通信プレイには対応しているのは『蒼の終末』・『二重の猛攻』・『艦上の銃舞』・『亡霊たちの狂宴』・『セブンピース』・『嵐撃坑』・『刻限の谷』・『アルティメットチャレンジ』の8ミッション。シングルプレイ専用ミッションは『激戦!ランシール士官学校EX』・『技甲兵 裏課程修了試験』・『支援兵 裏課程修了試験』・『激戦!ロインダール峡谷EX』・『物資回収演習 対C組』・『激戦!ドルフェイン鉱山EX』・『対戦車兵 裏課程修了試験』・『防衛戦演習 対D組』・『突撃兵 裏課程修了試験』・『メルフェアの危機』・『攻略戦演習 対F組』・『激戦!メルフェア市EX』・『偵察兵 裏課程修了試験』・『掃討戦演習 対E組』の14つ。無料であるメルフェアの危機を除いてどれも価格は100円で配信されている。

## Webゲーム
公式サイトで行われているミニゲームで、プレイを進めることによりゲーム内で使用可能なパスワードを入手することが出来る。
戦車をつくろう!
トップページの戦車をクリックすることによりプレイ可能。1日6回受け取れるパーツで自分の戦車をカスタマイズし、革命軍の戦車とバトルし勝利することにより武勲を立てて階級を上げることが出来る。またカスタマイズした自分の戦車のブログパーツを受け取ることも出来る。
フレンズトーク
トップページにランダムに登場する出現キャラ（フレンズ）に話しかけることにより会話や対話を楽しむことが出来る。登場キャラ中6人だけ好感度が設定されており、話しかけることにより好感度が上下しMAXにすることが目的。ただし1日の間に好感度を上げることができるフレンズは1人だけ。

## Webラジオ
アニメイトTVで『Webラジオ「戦場のヴァルキュリア2」ランシール校放送部』が配信された。
概要
- 配信期間：2009年12月24日 - 2010年5月19日（隔週水曜・全8回(通常放送7回+公開録音1回)）

パーソナリティ
- 吉野裕行（アバン・ハーデンス役）
- 神谷浩史（ゼリ役）

ゲスト
- 喜多村英梨（コゼット・コールハース役）#1
- 本庄雷太（キャラクター原案）#2
- 千葉進歩（ウェルキン・ギュンター役）#3
- 置鮎龍太郎（ユベール・ブリクサム役）#4
- 井上麻里奈（アリシア・ギュンター/アリシア・メルキオット役）#5
- 鹿野優以（イーディ・ネルソン役）[15]&庄司宇芽香（ホーマー・ピエローニ役）#6,8
- 田中俊太郎（チーフ・プロデューサー）、本山真二（ディレクター）#8

## 漫画
戦場のヴァルキュリア2 蒼光のエイリアス
作画：士土大介
エイリアスを主人公とした作品。『電撃「マ）王』2010年6月号から2011年4月号まで連載。全2巻。
1. 2011年1月発売 ISBN 978-4048702010
2. 2011年5月発売 ISBN 978-4048704915

戦場のヴァルキュリア2
『月刊コンプエース』2010年10月号から2011年9月号まで連載。ストーリー構成：西都大貴 / 漫画：渡里。
1. 2011年1月発売 ISBN 978-4047156050
2. 2011年9月発売 ISBN 978-4047157774

戦場のヴァルキュリア2 -our only days-
ゼリを主人公とした作品。ウェブコミック『エアレイド』にて2010年5月28日から2011年7月22日まで連載。漫画：黒山メッキ。
1. 2011年1月発売 ISBN 978-4047270039
2. 2011年9月発売 ISBN 978-4047275010